# Битва при Молодях
Би́тва при Мо́лодях или Молодинская битва — крупное сражение, произошедшее между 29 июля и 2 августа 1572 года в 50 верстах южнее Москвы, в котором сошлись в бою русские войска под предводительством князей Михаила Воротынского и Дмитрия Хворостинина и армия крымского хана Девлета I Гирея, включавшая, помимо собственно крымских войск, турецкие и ногайские отряды. Несмотря на значительное численное превосходство, крымско-турецкая армия была обращена в бегство и понесла тяжёлые потери.
Геополитическое значение победы при Молодях в условиях Ливонской войны и разорения от крымскотатарского похода на Москву годом ранее было колоссальным. Отражение крупного завоевательного похода, целью которого было новое подчинение ослабленного Русского государства по образцу золотоордынского ига, позволило России отстоять все поставленные под вопрос достижения предыдущих ста лет: независимость, единство, а также контроль над Казанью и Астраханью.
В 2009 году зародился ежегодный международный военно-исторический фестиваль «Битва при Молодях», включающий историческую реконструкцию на месте событий 1572 года.

## Политическая ситуация

### Расширение Русского государства
В 1552 году русское войско взяло Казань, а четыре года спустя, в стремлении обрести выход к Каспию, ему удалось завоевать Астраханское ханство. Оба этих события вызвали весьма негативную реакцию в тюркском мире, так как павшие ханства были союзниками османского султана и его крымского вассала. Кроме того, для Русского государства открывались новые просторы для политической и торговой экспансии на юг и на восток, а кольцо враждебно настроенных мусульманских ханств, стеснявших Русь несколько столетий, было разорвано. Не замедлили последовать предложения подданства со стороны горских и черкесских князей, а Сибирское ханство признало себя данником Москвы (1563).
Такое развитие событий весьма беспокоило Османскую империю и Крымское ханство. Набеговое хозяйство, составлявшее бо́льшую часть экономики Крыма, по мере укрепления Московской Руси оказывалось под угрозой. Султана беспокоили перспективы остановки поставок невольников и добычи из южнорусских степей, а также безопасность крымских вассалов. Целью османской и крымской политики стало возвращение Поволжья в орбиту османских интересов и восстановление былого кольца вокруг Русского государства.

### Ливонская война
Вдохновлённый успешно решённой задачей выхода к Каспию, Иван Грозный намеревался завоевать выход к Балтийскому морю. Это обещало положить конец изоляции Русского государства от Европы, обусловленной в значительной мере неимением полноценного сообщения и торговли, которая контролировалась и ограничивалась враждебно настроенными государствами. В 1558 году началась война против Ливонской конфедерации, которую позднее поддержали Швеция, Великое княжество Литовское, Дания и Польша. Поначалу события развивались благополучно для Москвы: под ударами войск князей Серебряного, Курбского, воеводы Адашева в 1561 году Ливонская конфедерация была разгромлена, большая часть Прибалтики оказалась под русским контролем. В 1563 году был взят Полоцк. Потеря Полоцка Великим княжеством Литовским создавала непосредственную опасность для его столицы Вильны.
Вскоре, однако, удача сменилась рядом поражений. В 1569 году в результате Люблинской унии положение Русского государства осложнилось, так как ему нужно было противостоять возросшей силе соперников. Пользуясь пребыванием большей части русского войска в Прибалтике и накаляющейся внутренней обстановкой, связанной с введением опричнины, крымский хан совершал многочисленные набеги на южные рубежи русских земель, в том числе предприняв совместно с османским войском безуспешный поход на Астрахань (1569 год).

### Крымский набег на Москву в 1571
С поддержкой Османской империи и в согласовании с новообразованной Речью Посполитой крымский хан Девлет Гирей в мае 1571 года 40-тысячной армией совершил опустошительный поход на русские земли. Обойдя с помощью перебежчиков засечные линии на южных окраинах Русского царства (цепь укреплений, называемых «поясом Пресвятой Богородицы»), а затем переправившись через Оку в месте, указанном предателем — сыном боярским Кудеяром Тишенковым (историк Н. И. Костомаров), он дошёл до Москвы и подпалил её пригороды.
Построенный главным образом из дерева город почти полностью сгорел, за исключением каменного кремля. Количество жертв и уведённых в плен определить весьма трудно, но, по оценкам различных историков, оно исчисляется десятками тысяч. После пожара Москвы Иван IV Грозный, уехавший до этого из города, предложил вернуть Астраханское ханство и был уже практически готов на переговоры о возврате Казани, а также срыл укрепления на Северном Кавказе.
А не силная туча затучилася,

а не силнии громы грянули:

куде едет собака крымской царь?

А ко силнему царству Московскому:

«А нынечи мы поедем к каменной Москве,

а назад мы поидем, Резань возмем».

А как будут оне у Оки-реки,

а тут оне станут белы шатры роставливать.

«А думайте вы думу с цела ума:

кому у нас сидеть в каменной Москве,

а кому у нас во Володимере,

а кому у нас сидеть в Суздале,

а кому у нас держать Резань Старая,

а кому у нас в Звенигороде,

а кому у нас сидеть в Новегороде?»

Выходить Диви-Мурза сын Уланович:

«А еси государь наш, крымской царь!

А табе, государь, у нас сидеть в каменной Москве,

А сыну твоему в Володимере,

а племнику твоему в Суздале,

а сродичю в Звенигороде,

а боярину конюшему держать Резань Старая,

а меня, государь, пожалуй Новым городом:

у меня лежатъ там свет-добры-дни батюшко,

Диви-Мурза сын Уланович».

Прокличет с небес господен глас:

«Ино еси, собака, крымской царь!

То ли тобе царство не сведомо?

А еще есть на Москве Семьдесят апостолов

опришенно Трех святителей,

еще есть на Москве православной царь!»

Побежал еси, собака, крымской царь,

не путём еси, не дорогою,

не по знамени, не по черному!
Однако Девлет Гирей был уверен, что Русь уже не оправится от такого удара и сама сможет стать лёгкой добычей, к тому же в её пределах царили голод и эпидемия чумы. По его мнению, по ней оставалось только нанести последний удар. Весь год после похода на Москву он занимался составлением новой, гораздо более крупной армии. Активную поддержку хану оказала Османская империя, предоставившая ему несколько тысяч воинов, в том числе 7 тысяч отборных янычар. Из крымских татар, ногайцев и некоторого количества черкесов ему удалось собрать до 60 тысяч человек. Владея огромным по тем временам войском, Девлет Гирей двинулся на Москву. Крымский хан неоднократно заявлял, что «едет в Москву на царство». Земли Московской Руси были уже заранее поделены между крымскими мурзами. Вторжение крымского войска, как и завоевательные походы Батыя, поставило острый вопрос о существовании независимого Русского государства.

## В преддверии битвы
Главой пограничной стражи в Коломне и Серпухове, составлявшей всего 20 тысяч воинов, был князь Михаил Воротынский. Под его началом были объединены опричные и земские войска.
Кроме них, к силам Воротынского примкнул посланный царём отряд из 7 тысяч немецких наёмников, в том числе конные рейтары из Ругодива (Нарвы) во главе с ротмистром Юргеном Фаренсбахом (Юрием Францбековым), а также донские казаки. Прибыл нанятый отряд из тысячи «каневских черкасс», то есть запорожских казаков, под командованием Михаила Черкашенина.
От царя Воротынскому поступил наказ, как вести себя на случай двух вариантов развития событий. На случай, если Девлет Гирей двинется на Москву и будет искать сражения со всем русским войском, воевода был обязан перекрыть хану старый Муравский шлях и спешить к реке Жиздре. Если же станет очевидно, что крымцы заинтересованы в традиционном быстром налёте, грабеже и столь же быстром отходе, Воротынскому предстояло устраивать засады и организовывать «партизанские» действия. Сам Иван Грозный, как и в прошлом году, покинул Москву, на этот раз в сторону Великого Новгорода.

27 июля крымско-турецкое войско подошло к Оке и стало переправляться через неё в двух местах — у впадения в неё реки Лопасни по Сенькину броду, и выше Серпухова по течению. В Записи Разрядной книги о «береговой службе» и отражении нашествия крымских татар в 1572 году прямо пишется: 
«А как крымской царь приходил, и на Сенкине перевозе стояли по сю сторону Оки двести человек детей боярских. И Теребердей мурза с нагайскими тотары пришол на Сенкин перевоз в ночи и тех детей боярских розогнали и розгромили и плетени ис подкопов выняли да перешли на сю сторону Оки реки».
 После этого отряд Теребердей-мурзы достиг окрестностей современного Подольска у реки Пахры и, перерезав все дороги, ведущие в Москву, остановился в ожидании главных сил.
Основные позиции русских войск находились у Серпухова. Гуляй-город представлял собой щиты в полбревна размером со стену сруба, укреплённые на телегах, с бойницами для стрельбы и составленные кругом или в линию. Русские воины были вооружены пищалями и пушками (наличие последних тщательно скрывалось русскими).
Участник тех событий Генрих Штаден в своих мемуарах «О Москве Ивана Грозного. Записки немца опричника» бесхитростно пишет — Дмитрий Хворостинин послал его с 300 воинами в береговой дозор, а когда Генрих напоролся на несколько тысяч крымчан, принял бой и послал гонца за подкреплением, отказал Генриху. Татары прижали отряд к Оке. «Все три сотни были побиты насмерть», — пишет Генрих, единственный спасшийся, так как перепрыгнул через береговой оградительный частокол и упал в реку.
Для отвлечения Девлет Гирей послал против Серпухова двухтысячный отряд, сам же с основными силами переправился через Оку в более отдалённом месте у села Дракино, где столкнулся с полком воеводы Никиты Романовича Одоевского, который в тяжелейшем сражении был разбит. После этого основное войско двинулось на Москву, а Воротынский, сняв войска с береговых позиций, двинулся ему вдогонку. Это была рискованная стратегия: предполагалось, что хан не захочет ставить своё войско в «два огня» и, не зная, каков гарнизон Москвы, вынужден будет сначала уничтожить «вцепившееся в хвост» русское войско. Осада хорошо укреплённого города даже с малым гарнизоном, но с многочисленными пушками — предприятие долгое, и оставлять в тылу сильного врага, угрожающего обозам и малым отрядам, хан никак не мог. К тому же был опыт предыдущего года, когда воевода Иван Бельский успел запереться в Москве, но не смог предотвратить поджога посадов.

## Состав войск

### Русское войско
Согласно полковой росписи «берегового» полка князя Михаила Воротынского, русская армия имела в своём составе:
| Воеводский полк   | Состав | Численность                                                                       |
| ----------------- | --- | --------------------------------------------------------------------------------- |
| Большой полк:     | - Полк князя Михаила Воротынского - Полк Ивана Васильевича Шереметева - Полк князя Андрея Палецкого из Дедилова - Полк князя Юрия Курлятева из Донкова - Люди «митрополита и… владык» - Стрельцы Осипа Исупова и Михаила Ржевского - Наёмные казаки Юрия Булгакова и Ивана Фустова - Служилые немцы и казаки | - 1840 - 1065 - 350 - 200 - 1430 - 1000 - 1000 - 1300                             |
|                   | | Всего: 8255 человек и казаки Михаила Черкашенина                                  |
| Полк Правой руки: | - Полк князя Никиты Романовича Одоевского - Полк Фёдора Васильевича Шереметева - Полк князя Григория Долгорукова - Стрельцы - Казаки | - 1225 - 1015 - 350 - 500 - 500                                                   |
|                   | | Всего: 3590                                                                       |
| Передовой полк:   | - Полк князя Андрея Петровича Хованского - Полк князя Дмитрия Ивановича Хворостинина - Полк князя Михаила Лыкова - Смоленские, Рязанские и Епифанские стрельцы - Казаки - «Вятчане в струзех на реки» | - 1095 - 2040 - 350 - 535 - 650 - 900                                             |
|                   | | Всего: 4475                                                                       |
| Сторожевой полк:  | - Полк князя Ивана Петровича Шуйского - Полк Василия Ивановича Умного-Колычёва - Полк князя Андрея Васильевича Репнина - Полк Петра Ивановича Хворостинина - Казаки | - 956 - 1713 - 766 - 585 - 650                                                    |
|                   | | Всего: 4670                                                                       |
|                   | | Всего: 20 034 человека и казаки Михаила Черкашенина при Большом полку (3—5 тысяч) |

### Войско крымского хана
Летописные источники приводят очень крупные и недостоверные цифры, когда говорят о крымском войске. Новгородская вторая летопись пишет о 120 тысячах, а «Московский летописец» даже о 150 тысячах. По мнению современных историков, армия хана насчитывала до 60 тысяч человек, из которых около 40 тысяч составляло собственно крымское войско, к которому прибавлялись ногаи, черкесы и отряд янычар, посланный османским султаном.

## Ход битвы
Крымское войско изрядно растянулось, и в то время, как его передовые части достигли реки Пахры, арьергард лишь подходил к селу Молоди, расположенному в 15 километрах от неё. Именно здесь он был настигнут передовым отрядом русских войск под руководством молодого опричного воеводы князя Дмитрия Хворостинина. Вспыхнул яростный бой, в результате которого крымский арьергард был практически уничтожен. Это произошло 29 июля.
После этого произошло то, на что надеялся Воротынский. Узнав о разгроме арьергарда и опасаясь за свой тыл, Девлет Гирей развернул своё войско. Отряд Хворостинина столкнулся со всей крымской армией, и правильно оценив обстановку, молодой воевода мнимым отступлением заманил противника к гуляй-городу, развёрнутому уже к этому времени вблизи Молодей в удобном месте, расположенном на холме и прикрытом рекой Рожаей.

В той же Записи Разрядной книги о «береговой службе» и отражении нашествия крымских татар в 1572 году пишется: 
«И царь крымской послал нагайских и крымских тотар двенатцать тысячь. И царевичи с тотары передовой государев полк мъчали до большово полку до гуляя города, а как пробежали гуляй город вправо, и в те поры боярин князь Михаиле Иванович Воротынской с товарищи велели стрелять по татарским полком изо всего наряду. И на том бою многих тотар побили».
 В гуляй-городе находился большой полк под командованием самого Воротынского, а также подоспевшие казаки атамана Черкашенина. Началась затяжная битва, к которой крымское войско было не готово. В одной из безуспешных атак на гуляй-город был убит Теребердей-мурза.
После ряда небольших стычек 31 июля Девлет Гирей начал решающий штурм гуляй-города, но он был отбит. Его войско понесло большие потери, в том числе был взят в плен крупный военачальник и правая рука крымского хана Дивей-мурза. В результате крупных потерь крымцы отступили. На следующий день атаки прекратились, но положение осаждённых было критическим — в укреплении находилось огромное число раненых, кончалась вода, русские ели лошадей, которые должны были передвигать гуляй-город (из мемуаров Г. Штадена).
2 августа Девлет Гирей вновь послал своё войско на штурм. В тяжёлой схватке погибли до 3 тысяч русских стрельцов, защищавших подножие холма у Рожайки, понесла серьёзные потери и русская конница, оборонявшая фланги. Но приступ был отбит — крымская конница не смогла взять укреплённую позицию. В бою был убит ногайский хан, погибли трое мурз.
И тогда крымский хан принял неожиданное решение — он приказал коннице спешиться и атаковать гуляй-город в пешем строю совместно с янычарами. Лезущие вверх крымцы и османы устилали холм трупами, а хан бросал всё новые силы. Подступив к дощатым стенам гуляй-города, нападавшие рубили их саблями, расшатывали руками, силясь перелезть или повалить, «и тут много татар побили и руки поотсекли бесчисленно много».
Уже под вечер, воспользовавшись тем, что враг сосредоточился на одной стороне холма и увлёкся атаками, Воротынский предпринял смелый манёвр. Дождавшись, когда главные силы крымцев и янычар втянутся в кровавую схватку за гуляй-город, он незаметно вывел большой полк из укрепления, провёл его лощиной и ударил в тыл крымцам. Одновременно, сопровождаемые мощными залпами пушек, из-за стен гуляй-города сделали вылазку и воины Хворостинина. Не выдержав двойного удара, крымцы и турки побежали, бросая оружие, обозы и имущество. Потери были огромны — погибли все семь тысяч янычар, большинство крымских мурз, а также сын, внук и зять самого Девлет Гирея. Множество высших крымских сановников попало в плен.

«Августа в 2 день в вечеру оставил крымской царь для отводу в болоте крымских тотар три тысячи резвых людей, […] а сам царь тое ночи побежал и Оку реку перелез тое же ночи. И воеводы на утрее узнали, что царь крымской побежал и на тех остальных тотар пришли всеми людьми и тех тотар пробили до Оки реки. Да на Оке же реке крымской царь оставил для обереганья тотар две тысячи человек. И тех тотар побили человек с тысячю, а иные многие тотаровя перетонули, а иныя ушли за Оку».

Во время преследования пеших крымцев до переправы через Оку было перебито большинство бежавших, а также ещё один 2-тысячный крымский арьергард, оставленный на охрану переправы. В Крым возвратилось не более 15 тысяч воинов.
Как сообщала Новгородская летопись:

«Да того месяца Августа 6 в среду, государю радость, привезли в Новгород Крымскаго лукы да дви сабли да саадачкы стрелами… а приехал царь Крымской к Москве, а с ним были его 100 тысяч и двадцать, да сын его царевич, да внук его, да дядя его, да воевода Дивий мурза — и пособи Бог нашим воеводам Московским над Крымскою силою царя, князю Михайлу Ивановичю Воротынскому и иным воеводам Московским государевым, и Крымской царь побежал от них невирно, не путми не дорогами, в мале дружине; а наши воеводы силы у Крымскаго царя убили 100 тысяч на Рожай на речкы, под Воскресеньем в Молодях, на Лопасте, в Хотинском уезде, было дело князю Михайлу Ивановичю Воротынскому, с Крымским царём и его воеводами… а было дело от Москвы за пятдесят верст».

## Последствия битвы
После безуспешного похода против Русского царства Крым на время лишился значительной части боеспособного мужского населения, так как по обычаям почти все боеспособные мужчины были обязаны участвовать в походах хана. Нападения на Русь прекратились почти на 20 лет (до крымского похода на Москву 1591 года). Османская империя была вынуждена отказаться от планов вернуть среднее и нижнее Поволжье в сферу своих интересов, и они были закреплены за Москвой.
Разорённое предыдущими крымскими набегами 1566—1571 годов и стихийными бедствиями конца 1560-х годов, воюющее на два фронта Русское государство смогло выстоять и сохранить свою независимость в критической ситуации.
На Дону и Десне пограничные укрепления были отодвинуты на юг на 300 километров, непродолжительное время спустя при Фёдоре Иоанновиче были заложены Воронеж и новая крепость в Ельце — началось освоение богатых чернозёмных земель, ранее относившихся к Дикому полю.

## Память и оценки
Как отмечает историк В. В. Пенской, битва при Молодях и кампания 1572 года, несмотря на всю их значимость, остаются в российской историографии недооценёнными.
В 1990-х годах существовавший в селе Молоди музей, посвящённый Молодинской битве, был выведен из исторического здания усадьбы Соковниных-Головиных-Шуваловых 1646 года постройки, все экспонаты бесследно пропали.
Серьёзные исследования на тему битвы при Молодях начали предприниматься только в конце XX века.
Закладной камень в память о победе в битве при Молодях установлен в 2002 году.
В 2009 году зародился ежегодный международный военно-исторический фестиваль «Битва при Молодях», включающий реконструкцию исторического события 1572 года.
В 2017 году в память о победе русских ратников в Молодинской битве остановочный пункт Колхозная Курского направления Московской железной дороги был переименован в Молоди. В 2017 году был принят закон Московской области, в котором последняя суббота июля стала памятной датой — днём битвы при Молодях.

## Битва в искусстве

### В художественной литературе
- Подробное описание предыстории и хода сражения содержится в историческом романе советского писателя Константина Бадигина «Корсары Ивана Грозного» (1973, главы 34, 36 и 38)[27].
- Подробное описание сражения содержится в историческом романе советского писателя Вячеслава Усова «Цари и скитальцы» (1988), посвящённом борьбе Русского государства с Крымским ханством и становлению русской разведки при Иване Грозном[28].
- Описание битвы имеется также в романах Геннадия Ананьева «Князь Воротынский» (1996; из серии «Поход») и «Молодинская битва. Риск» (2004; из серии «Во славу земли русской»), в которых описаны события времён великого князя Василия III и его сына Ивана Васильевича IV Грозного (1996). Главным героем книги является русский полководец князь Михаил Воротынский, участвовавший во взятии Казани и в войне с Крымским ханством.
- Кроме того, исключительно Молодинской битве и предшествующим ей событиям посвящён роман доктора исторических наук Дмитрия Володихина «Смертная чаша» (2018). Главным героем книги является русский полководец князь Дмитрий Хворостинин[29].
- Подробно предпосылки, ход и последствия битвы описаны в романе В. А. Иутина "Опричное царство" (2020).

### В кинематографе
- «Грозное время» — российский телесериал 2010 года, битве посвящена 4 серия.
- «Грозный» — российский телесериал 2020 года, режиссёр А. Андрианов. Битве посвящена 8 серия.
- «Великие битвы России» — российский цикл документальных фильмов 2021 года. Битве посвящена 12 серия.